# Obeidia diversicolor
Obeidia diversicolor là một loài bướm đêm trong họ Geometridae.